# 韓国海洋大学校
韓国海洋大学校（かんこくかいようだいがっこう、朝鮮語: 한국해양대학교、英語: Korea Maritime & Ocean University）は、大韓民国の釜山広域市にある国立大学。略称は韓海大、KMOU。

## 沿革
- 1919年 - 鎮海高等海員養成所設立。
- 1945年11月 - 米軍政庁交通部水路局管轄の鎮海高等商船学校として慶尚南道鎮海に開校。
- 1946年1月 - 統営商船学校を併合。
- 1946年8月 - 鎮海海洋大学に校名改称。
- 1947年1月 - 仁川海洋大学と併合し、国防部所属の国立海洋大学となる。
- 1947年5月 - 仁川から群山に移転。
- 1949年2月 - 国防部から交通部所属に変更。
- 1953年10月 - 群山から釜山に移転。
- 1955年2月 - 交通部から商工部所属に変更。
- 1956年7月 - 商工部から文教部所属の韓国海洋大学に改編。
- 1974年6月 - 現在地に移転。
- 1991年10月 - 韓国海洋大学校に改編。
- 2023年11月 - 国立韓国海洋大学校に改称。

## キャンパス
メインキャンパスであるアチキャンパスは「学校=島」という公式が成立する国内唯一の学校であり全世界でも唯一の大学キャンパスとして、釜山広域市影島区アチ島（朝島）というところに位置し、島全体を学校キャンパスとして使用している。

## 学部
海事大学
- 航海融合学部
- 機関システム工学部
- 海洋警察学部
- 海事人工知能・保安学部

海洋科学技術融合大学
- 造船海洋システム工学部
- 海洋工学科
- エネルギー資源工学科
- 海洋空間建築学部
- 海洋科学融合学部
- 機械工学部
- 海洋新素材融合工学科
- 電子電気情報工学部
- 人工知能工学部
- 物流システム工学科
- 環境工学科
- 土木工学科
- 海洋スポーツ科学科

海洋人文社会科学大学
- 海運経営学部
- 国際貿易経済学部
- 海事法学部
- 国際関係学科
- 海洋行政学科
- 海洋英語英文学科
- 東アジア学科

## 大学院
- 一般大学院
- 専門大学院
  - 海洋科学技術専門大学院（OST）
- 特殊大学院
  - 海事産業大学院
  - 海洋金融大学院
  - グローバル物流大学院

## 日本の交流協定校
- 北海道大学
- 室蘭工業大学
- 東京海洋大学
- 名古屋大学
- 愛知工業大学
- 立命館大学
- 神戸大学
- 徳島大学
- 鳥取大学
- 北九州大学
- 九州工業大学
- 熊本県立大学